# Individual Thought Patterns
Individual Thought Patterns — музичний альбом гурту Death. Виданий 1993 року. Загальна тривалість композицій становить 40:00. Альбом відносять до напрямку дез-метал.

## Список пісень
1. «Overactive Imagination» — 3:28
2. «In Human Form» — 3:55
3. «Jealousy» — 3:39
4. «Trapped in a Corner» — 4:11
5. «Nothing Is Everything» — 3:16
6. «Mentally Blind» — 4:45
7. «Individual Thought Patterns» — 4:00
8. «Destiny» — 4:04
9. «Out of Touch» — 4:19
10. «The Philosopher» — 4:10